# Ciasto biszkoptowo-tłuszczowe

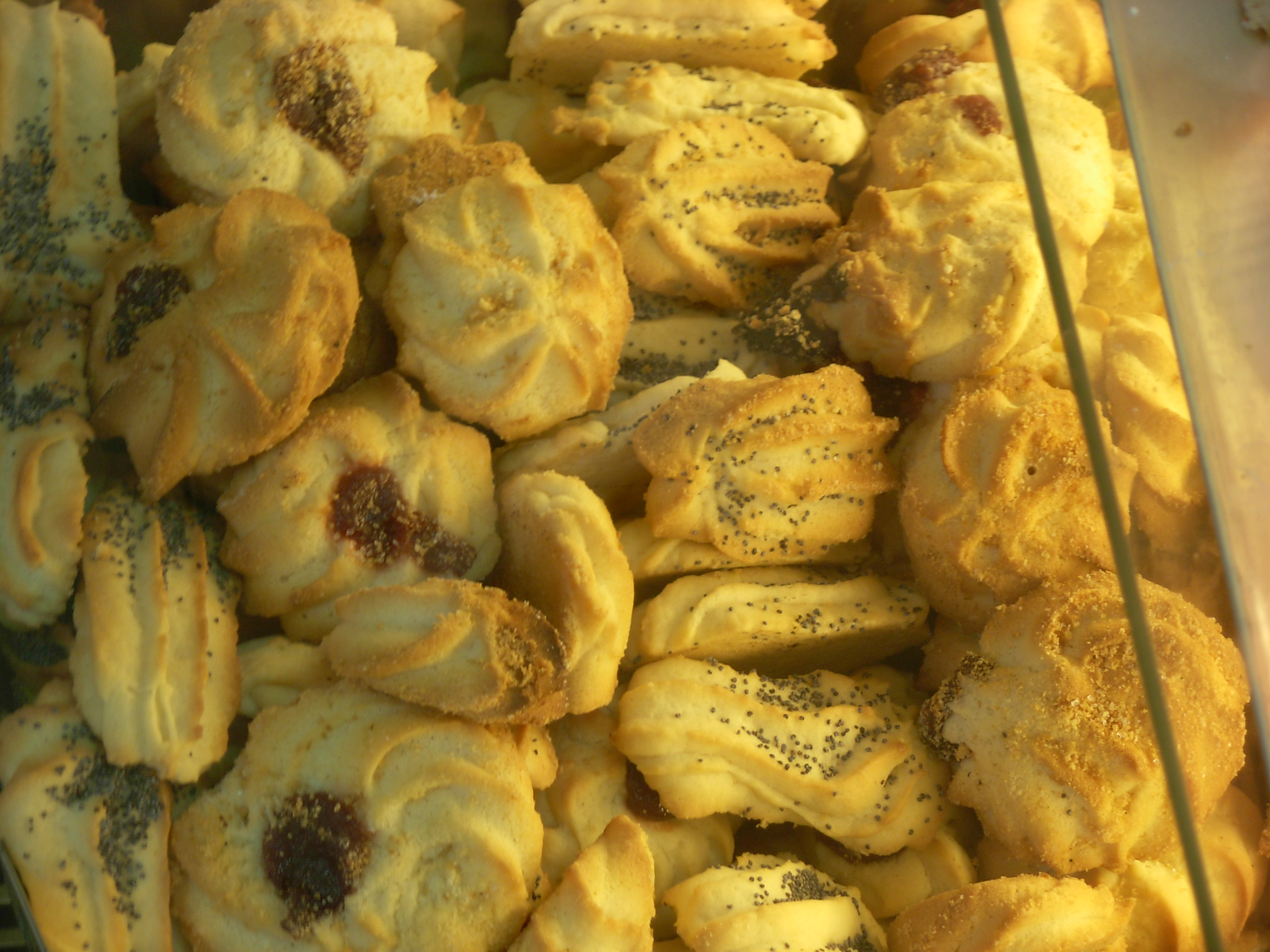
ciastka karbowane z marmoladą

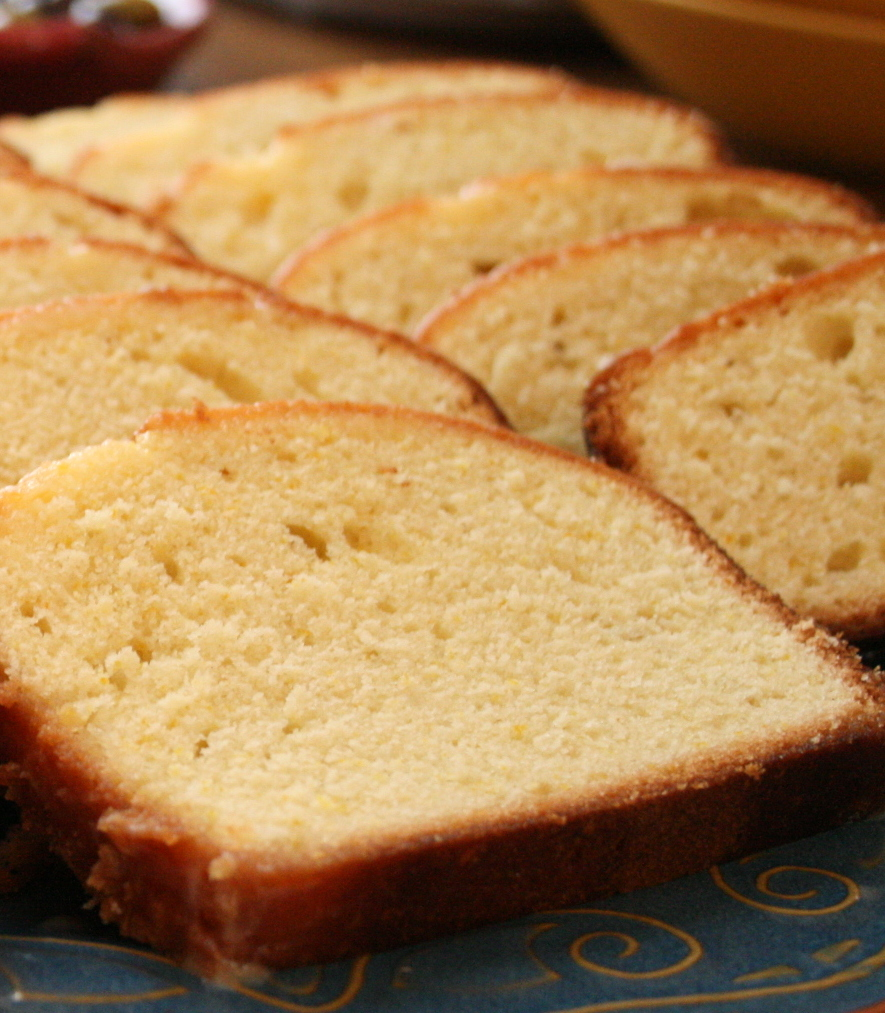
Porcje babki piaskowej

Ciasto biszkoptowo-tłuszczowe (ciasto piaskowe) – ciasto sporządzane z mąki pszennej (o średniej lub małej zawartości glutenu) lub z mąki pszennej wymieszanej z mąką ziemniaczaną w stosunku 1:1, dużej ilości masła lub margaryny (zwykle ok. 25% masy ciasta), cukru, jajek i środków spulchniających. Składniki dodatkowe to bakalie, kakao i substancje smakowo-zapachowe. Ciasto piaskowe można wykonać metodą „na ciepło” lub „na zimno”. Ze względu na sposób przygotowania i spulchniania ciasta biszkoptowo-tłuszczowe zaliczane są do ciast biszkoptowych.
- Metoda „na ciepło”: jaja ubija się z cukrem na parze, następnie schłodzoną masę jajeczno-cukrową miesza się kolejno z napowietrzonym (poprzez ubijanie lub ucieranie) tłuszczem i mąką (wymieszaną z proszkiem spulchniającym)[1][2]. Chcąc zapewnić ciastu równomierne pękanie podczas pieczenia, należy naciąć je na środku wzdłuż formy za pomocą noża zanurzonego w roztopionym tłuszczu[2].
- Metoda „na zimno”: do napowietrzonego (poprzez ubijanie lub ucieranie) tłuszczu z cukrem dodaje się kolejno żółtka jaj, pianę z białek (ubitą z częścią cukru) i mąkę (wymieszaną z proszkiem spulchniającym)[1][2].

Ciasto piecze się zwykle w temperaturze 170–190 °C. Przykładem zastosowania wyższych temperatur są ciastka karbowane (200 °C).
Gotową masę wstawia się do średnio nagrzanego piekarnika. Temperaturę tę utrzymuje się przez dłuższy czas, aby ciasto mogło odpowiednio wyrosnąć, a następnie stopniowo podnosi się ją do 190 °C.
Nazwa „ciasto piaskowe” wzięła się od struktury ciasta po upieczeniu – dzięki dużej zawartości tłuszczu jest ono pulchne i rozsypujące się. Dodatek mąki ziemniaczanej wzmacnia efekt, obniżając zawartość glutenu w cieście i nadając mu charakterystyczną „piaskową” strukturę. Dzięki wysokiej zawartości tłuszczu ciasto biszkoptowo-tłuszczowe przypomina strukturą ciasto kruche, jest jednak delikatniejsze i pulchniejsze. Ciasto wykonane metodą „na zimno” ma mniejszą objętość, a jego miękisz – mniejszą porowatość. 
Z tego rodzaju ciasta przyrządza się ciastka korpusowe, ciastka karbowane, ciastka przekładane (ciastka camargo, ciastka stefanki), babki piaskowe, keksy, keksiki, torty (np. tort camargo, tort stefanka), mazurki itp..

## Ciasto piaskowe na oleju
Niektóre receptury na ciasto biszkoptowo-tłuszczowe zawierają olej roślinny zamiast masła lub margaryny. W takim wypadku olej wlewa się do pozostałych składników mieszając. Takie (surowe) ciasto ma bardziej płynną konsystencję.

## Ciasto na muffiny
Ciasto na pochodzące z kuchni amerykańskiej muffiny (zarówno słodkie jak i wytrawne) zawiera olej roślinny lub stopione masło. Przyrządza się je w specyficzny sposób: wpierw należy mieszać osobno składniki suche i płynne, następnie mieszaniny łączy się i dodaje do całości składniki smakowe.